# Generazione perfetta
Generazione perfetta (Disturbing Behaviour) è un film horror/thriller statunitense del 1998, diretto da David Nutter.

## Trama
Il film inizia con un ragazzo e una ragazza su un burrone che si baciano. Quando la ragazza incomincia ad andare oltre il ragazzo da prima la ferma, successivamente la uccide. Arrivano poi due poliziotti, uno viene ucciso dall'aggressore, l'altro lo copre dandogli la possibilità di scappare. Gavin Strick, vede tutta la scena e ne rimane sconvolto.
Steve Clark, insieme a sua sorella Lindsay, sua madre e suo padre si trasferiscono a Cradle Bay, dopo il suicidio del fratello maggiore. Steve inizia quindi a frequentare la nuova scuola dove, alla prima lezione, hanno un litigio due ragazzi. In mensa, Steve fa amicizia con Gavin e U.V. che gli spiegano la gerarchia della scuola, dove all'apice ci sono i "perfetti". I perfetti sono ragazzi e ragazze modello, ma stranamente tutti hanno paura di loro. Steve fa anche conoscenza con Rachel, di cui si infatua profondamente. Durante un'uscita Rachel viene avvicinata da Chug, uno dei perfetti. Dopo essersi allontanato dalla ragazza, Chug causa un violento scontro con un ragazzo che nemmeno conosceva.
Il giorno dopo il ragazzo che aveva litigato con uno dei perfetti sembra essere diventato un perfetto a sua volta. Steve e Gavin vanno in cantina per fumare una sigaretta, lì fanno la conoscenza di Dorian, il bidello della scuola, pronto a costruire un dispositivo anti-topi. Gavin porta Steve nel canale di ventilazione e assistono alla riunione dei perfetti con i loro genitori. Inoltre gli spiega che secondo lui i perfetti sono ipnotizzati. Ma inaspettatamente, durante la riunione, decidono che il nuovo perfetto sarà proprio Gavin, causando il panico di quest'ultimo.
Il mattino successivo, Gavin diventa come per magia un perfetto. Rachel prova a parlargli ma gli altri perfetti l'allontanano. Si intromette allora Steve che causa una vera e propria rissa. Gavin, ormai trasformato, non fa altro che infierire sull'ex-amico. Steve, sconfitto, va nella cantina dove scopre che il bidello non è così stupido come credeva. Successivamente si reca a casa, seguito dai perfetti. Nell'appartamento trova Lorna, una dell'altro grado sociale. Dopo un tentativo a vuoto di sedurre Steve, la ragazza incomincia ad essere incredibilmente violenta e a ferirsi per i suoi crimini.
Steve si reca così da Rachel, dove scoprono che l'artefice di tutto potrebbe essere il dott. Edgar Caldicott della scuola. Scoprono anche che prima di lavorare nella scuola, prestava servizio in un ospedale psichiatrico. I due si recano all'ospedale dove rimangono scioccati nel vedere persone malate manipolate psicologicamente; tra le molte, vi è anche la stessa figlia del dottore. I ragazzi cercano di scappare ma vengono arrestati dall'ufficiale Cox - complice del dottore - ma riescono a salvarsi grazie all'intervento di Dorian.
I due ritornano a casa del ragazzo, convinti di voler abbandonare il paese insieme a Lindsay e di andare il più lontano possibile da quel luogo di follia. Lì, però, scoprono che i genitori di Steve sono favorevoli all'entrata dei giovani nel gruppo dei perfetti. Il ragazzo però rifiuta l'invito, prende la sorella ed esce di casa; fuori però li attende il gruppo di perfetti, che cattura Steve. 
Si ritrova successivamente in una sala operatoria: il dottor Caldicott è pronto ad effettuare su di lui l'operazione per farlo diventare un perfetto. Steve riesce però a liberarsi, scappare dalla sala e a salvare anche Rachel. Una volta salvi si incontrano con U.V. e Lindsay e il gruppo è finalmente pronto per andarsene dalla città. Ma, per la strada, incontrano nuovamente il gruppo dei perfetti, stavolta insieme al dottor Caldicott e sarà il sacrificio di Dorian ad uccidere il malefico gruppetto. I ragazzi sono finalmente salvi, Rachel e Steve si baciano nel traghetto, lieti che questa storia sia finalmente finita.
La scena finale del film mostra una scuola piena di disordine e caos. Viene subito presentato un nuovo professore, che non è altri se non Gavin. Non è affatto finita.

## Curiosità
Nel finale del film il bidello/inventore si butta nel baratro dicendo "Hey, professore, lascia liberi i ragazzi!", nella versione inglese è "Hey Teachers! Leave them kids alone": il ritornello di Another Brick in the Wall dei Pink Floyd

## Riconoscimenti
- 1999 - MTV Movie Awards
  - Miglior performance rivelazione femminile a Katie Holmes